# Поправки к Конституции Канады
Попра́вки к Конститу́ции Кана́ды — изменения Конституции Канады по инициативе правительства. Официальные правила внесения поправок к Конституции были приняты лишь в 1982 г.

## История
До 1982 изменение Конституции Канады в основном означало внесение поправок в Акт о Британской Северной Америке 1867. Однако в отличие от большинства конституций в этом акте не было описания процедуры внесения поправок; таким образом, изменения принимались посредством законов Парламента Соединённого королевства (или «имперского парламента») — Актов о Британской Северной Америке. Чтобы внести поправку, федеральное правительство от имени канадской палаты общин и сената обращалось к правительству Великобритании с запросом о внесении поправки и включало в Конституцию резолюцию, содержащую необходимые поправки. Эти резолюции, в свою очередь, всегда принимались британскими политиками с минимальным обсуждением.

## Процедуры внесения поправок
С момента патриации Конституции в 1982 г. стала применяться более совершенная процедура внесения поправок, описанная в параграфах 38—49 Конституционного акта (1982).
Большинство поправок могут приниматься лишь при условии, что Палатой общин, Сенатом и двумя третями провинциальных законодательных собраний, представляющими не менее 50 % населения страны приняты идентичные резолюции. Эта процедура, описанная в параграфе 38 Конституционного акта (1982), иногда упоминается как «обычная процедура внесения поправок», или в обиходе как «процедура 7+50».
Однако если поправка к Конституции затрагивает лишь одну провинцию, то требуется только согласие Парламента и законодательного органа этой провинции. Такой характер имели семь из десяти принятых к настоящему моменту поправок: четыре по инициативе и для Ньюфаундленда и Лабрадора и по одной для Нью-Брансуика, Острова Принца Эдуарда и Квебека. Эта процедура описана в параграфе 43 Конституционного акта (1982).
При этом некоторые части Конституции могут быть изменены лишь при единогласном решении всех провинций и обеих палат Парламента. К ним относятся порядок комплектования Верховного суда Канады, процедура внесения поправок в саму Конституцию, а также все законы, затрагивающие Канцелярию канадского монарха или генерал-губернатора. Эта процедура описывается в параграфе 41 Конституционного акта (1982) и известна как «единогласная процедура».
Народный референдум в любой провинции также считается конституционным соглашением, особенно после прецедента, созданного Шарлоттаунским соглашением (см. ниже), хотя это и не закреплено конституционно.

## Внесение поправок, касающихся Верховного суда Канады
Учёные юристы постоянно спорят о том, защищён ли Верховный суд Канады Конституцией Канады. Верховный суд Канады был создан не по конституции, а согласно статье 101 принятого Парламентом Акта о Британской Северной Америке (1867) как «Общий апелляционный суд для Канады». На основании статьи 101 Парламент приступил к созданию Верховного суда Канады в 1875 г., приняв «Закон о Верховном суде», который представлял собой обычным законодательным актом, не имевшим на тот момент конституционного значения.
Первым конституционным документом, в котором был упомянут Верховный суд Канады, стал Конституционный акт (1982). Верховный суд упоминается в нём дважды: в параграфе 41 перечислены виды поправок к Конституции Канады, требующие единогласного решения, в том числе «состав Верховного суда» в пункте d этого параграфа, а в параграфе 42(1) перечислены виды поправок к Конституции Канады, требующие обычной процедуры внесения поправок. В пункте 42(1)d говорится, что в таком порядке «нормы, касающиеся, Верховного суда Канады [изменяются] с соблюдением положения пункта d параграфа 41».
Параграфы 41 и 42 Конституционного акта (1982) вроде бы включают Верховный суд Канады в Конституцию Канады, но это включение сомнительно, потому что определение «Конституции Канады» чётко дано в параграфе 52(2). Параграф 52(2) перечисляет тридцать документов, из которых состоит Конституция Канады, среди которых нет Закона о Верховном суде.
Некоторые учёные, в том числе Питер Хогг, предположили, что ссылки на Верховный суд Канады в параграфах 41 и 42 не имеют силы. Они утверждают, что эти упоминания «предварительны» и вступят в силу лишь тогда, когда Парламент включит Закон о Верховном суде в список в параграфе 52(2).
Другие учёные, в том числе профессор Чеффинс, утверждали, что Закон о Верховном суде уже подразумевается в параграфе 52(2) как принятый на основании параграфов 41 и 42.
Сам Верховный суд в деле New Brunswick Broadcasting против Новой Шотландии (спикера Палаты ассамблеи) [1993 1 сборник решений Верховного суда Канады 319] подтвердил, что параграф 52(2) включает в себя неполный список актов, но пока не высказался о том, входит ли в состав конституции Закон о Верховном суде.
Эта проблема имеет важные последствия для отбора кандидатов в судьи в Канаде. В статье 4(2) Закона о Верховном суде говорится, что губернатор в совете (федеральный кабинет министров) имеет право назначать судей в Верховный суд. Премьер-министр Харпер объявил о том, что будет разработан новый изменённый процесс отбора. Если новый процесс будет ограничивать федеральное правительство, это неизбежно приведёт к изменению статьи 4(2) Закона о Верховном суде. Если этот закон будет признан частью Конституции, это изменение потребует поправки к Конституции по обычной процедуре внесения поправок — значительному препятствию, требующему взаимодействия с провинциями. Если же этот закон не входит в Конституцию, Парламент может просто изменить его большинством голосов.
Эта проблема снова была поднята в связи с парламентским законопроектом C-232, принятым Палатой общин к рассмотрению в марте 2010 г. Законопроект изменял Закон о Верховном суде так, чтобы впредь все лица, получившие назначение в суд, могли понимать английскую и французскую речь без помощи переводчика. Если бы Закон о Верховном суде считался частью Конституции, эти изменения требовали бы поправки к Конституции, но законопроект так и не был принят, так как парламент был распущен перед майскими выборами.

## Обсуждение
Изменение канадской конституции — тема серьёзных дебатов в Канаде. Между провинциальными правительствами существует генеральное соглашение, по которому некоторые части Конституции нуждаются в изменении, чтобы удовлетворять долгосрочным требованиям многих провинций. Западные провинции требуют лучшего разграничения компетенций на федеральном уровне, а Квебек — лучшей защиты его статуса отдельного общества. Квебек, в частности, так официально и не принял Конституционный акт (1982), хотя это лишь символический жест, не влияющий на правовую применимость Акта.
Тем не менее, соглашение о деталях поправок было трудно достичь. Дополнительной сложностью при попытке изменить Конституцию является запутанность этой процедуры, в большинстве случаев требующей одобрения как федерального парламента, так и двух третей провинциальных правительств, представляющих не менее 50 % населения, а в некоторых случаях требующей одобрения федерального правительства и всех десяти провинциальных правительств.
Мичское соглашение 1987 г. — пакет поправок к Конституции, предназначенный для выполнения долгосрочных требований западных провинций и провинции Квебек,— потерпело неудачу в 1990 г., когда оно не было ратифицировано всеми десятью провинциальными правительствами. Последней попыткой внести всесторонний пакет поправок к Конституции стало Шарлоттаунское соглашение, не одобренное на национальном референдуме в 1992 г.
С момента патриации Конституции в 1982 г. было несколько относительно небольших поправок к ней, которые касались, в частности, провинциального школьного образования на Ньюфаундленде и в Квебеке и изменения названия Ньюфаундленда на Ньюфаундленд и Лабрадор (см. ниже).
Несмотря на то что официально процедура внесения поправок не была изменена, канадское правительство при премьер-министре Жане Кретьене после квебекского референдума 1995 признало региональные вето на предложенные поправки — от провинций Онтарио, Квебек и Британская Колумбия и регионов Прерии (Альберта, Саскачеван и Манитоба) и Атлантическая Канада (Нью-Брансуик, Новая Шотландия, Ньюфаундленд и Лабрадор и Остров Принца Эдуарда).

## Поправки к Конституции после 1982 года
Изменение Конституции — тема серьёзного обсуждения в современной Канаде, а обе наиболее полные попытки пересмотреть основной закон были неудачными. Однако было принято десять небольших поправок к Конституции с момента её патриации в 1982 г.
Большинство из этих поправок были ограничены территорией конкретных провинций и поэтому не являлись предметом национального обсуждения. Ни одна из десяти поправок не была вынесена на национальный референдум.
- Поправка к Конституции (1983): закрепила права коренных народов в Конституции. Поправка внесена по процедуре внесения поправок из параграфа 38 («процедура 7+50»).
- Конституционный акт (1985, представительство): изменил порядок пропорционального распределения кресел в Палате общин. Поправка внесена по процедуре внесения поправок из параграфа 44 (только Палата общин и Сенат).
- Поправка к Конституции (1987, Закон о Ньюфаундленде): расширила образовательные права на пятидесятническую церковь на Ньюфаундленде (аннулирована последующей поправкой в 1998 г.). Поправка внесена по процедуре внесения поправок из параграфа 43 (Парламент и законодательный орган Ньюфаундленда).
- Поправка к Конституции (1993, Нью-Брансуик): добавила в Канадскую хартию прав и свобод параграф 16.1, давший английскому и французскому лингвистическим сообществам в Нью-Брансуике равные права, в том числе на отдельные культурные и образовательные учреждения. Поправка внесена по процедуре внесения поправок из параграфа 43 (Парламент и законодательный орган Нью-Брансуика).
- Поправка к Конституции (1993, Остров Принца Эдуарда): разрешила заменить службу паромных перевозок на Остров Принца Эдуарда «постоянным» мостом. Поправка внесена по процедуре внесения поправок из параграфа 43 (Парламент и законодательный орган Острова Принца Эдуарда).
- Поправка к Конституции (1997, Закон о Ньюфаундленде): разрешила провинции Ньюфаундленд создать светскую школьную систему вместо церковной образовательной системы. Поправка внесена по процедуре внесения поправок из параграфа 43 (Парламент и законодательный орган Ньюфаундленда). Также впервые был использован параграф 47 Конституционного акта (1982), позволяющий Палате общин обходить Сенат при введении в действие старого проекта поправки, который не был одобрен Сенатом.
- Поправка к Конституции (1997, Квебек): разрешила провинции Квебек заменить отделы среднего образования, относящиеся к религиозным конфессиям, отделами, организованными по лингвистическому принципу. Поправка внесена по процедуре внесения поправок из параграфа 43 (Парламент и законодательный орган Квебека). Однако в преамбуле резолюции Квебекского национального собрания, одобрившего поправку, не сказано, какая процедура внесения поправок была использована, а заключено следующее: «Принятие этой поправки никоим образом не означает признания Национальным собранием Конституционного акта (1982), который был принят без его согласия».
- Поправка к Конституции (1998, Закон о Ньюфаундленде): прекратило действие религиозных квот для ньюфаундлендских религиозных классов. Поправка внесена по процедуре внесения поправок из параграфа 43 (Парламент и законодательный орган Ньюфаундленда).
- Конституционный акт (1999, Нунавут): предоставило территории Нунавут право представительства в Сенате Канады. Поправка внесена по процедуре внесения поправок из параграфа 44 (только Парламент). Поправка к Конституции находилась в параграфах 43—47 законопроекта под названием «Закон об изменении Закона о Нунавуте и Конституционного акта (1867)». Во время принятия этого закона, Престон Мэннинг утверждал, что и этот закон, и Закон о Нунавуте 1993 г. должны приниматься по более представительной процедуре внесения поправок (возможно, по процедуре 7 + 50) и что неиспользование более подходящей процедуры приведёт к будущим конституционным разногласиям.
- Поправка к Конституции (2001, Ньюфаундленд и Лабрадор): изменила название «Провинция Ньюфаундленд» на «Провинция Ньюфаундленд и Лабрадор». Поправка внесена по процедуре внесения поправок из параграфа 43 (Парламент и законодательный орган Ньюфаундленда).

## Неудавшиеся попытки
- Мичское соглашение
- Шарлоттаунское соглашение